# Taeniocerus mourzinei
Taeniocerus mourzinei là một loài bọ cánh cứng trong họ Passalidae. Loài này được Boucher miêu tả khoa học năm 1998.